# Malva (cantante)
Carlos Segura Visedo, conocido por su nombre artístico Malva o Carlos Malva, es un cantante y compositor español.

## Trayectoria

### Comienzos
Los primeros acercamientos al mundo de la música vienen desde muy pequeño, en las aulas del colegio en Murcia, donde Carlos, nacido en Logroño (La Rioja) el 26 de mayo de 1998, crea sus primeras canciones y bandas. Así empieza su incursión en conciertos en salas de la ciudad de Murcia, locales de ensayos, actuaciones fin de curso y certámenes musicales organizados por las principales cadenas de radio del país cosechando cierta popularidad entre el público más joven.
Tras estas primeras experiencias y empezar a cursar el grado en periodismo, en el año 2017 crea su proyecto: Malva.

### Factor X
Malva, recién entrado 2018 y al haber superado numerosos cástines,  participa en la edición española del mayor talent show televisivo a nivel mundial: Factor X , con un  jurado compuesto por caras conocidas como la artista internacional Laura Pausini, el conocido locutor Xavi Martínez o el productor musical Fernando Montesinos.  En él llama la atención de dichos coachs  y concretamente del más crítico, el publicista:  Risto Mejide, éste le cataloga como “talentoso” y se declara “fan absoluto” de Malva.
En el programa destaca  porque todos los temas que interpreta son composiciones propias, algo inédito en la historia de los talent-shows en España.
Es comparado con el fenómeno surgido en  los años 2000 y su mentor Xavi Martínez dice cosas como: “Es lo que necesita este país, es impresionante su actitud sobre un escenario, parece que lleva cuarenta años en esto”. 
Finalmente su expulsión se produce en la cuarta gala quedando a las puertas de la final.

### 2018-2022: Primeros shows y EPs
Durante los primeros años se producen los primeros conciertos, promociones y cambios en la formación, también el lanzamiento de forma independiente dos EPs: en 2020 "Nos Estamos Equivocando" y en 2021 "La TV y sus efectos secundarios".

### 2023-2024: Contenido Sensible
En junio de 2023, tras fichar con la discográfica Metales Preciosos una división de Universal Music España, lanza su primer single "Voz Rota" el cual empieza a sonar en las principales radios musicales españolas logrando alcanzar la categoría de "Superdial" en Cadena Dial. Tras este se sucederá una adaptación al castellano del estribillo del conocido tema de The Cardigans Lovefool, titulado: "Benidorm 2020". Inicia sus primeras colaboraciones en Argentina y México junto a Ele Mariani y Jacinto (artista nominado al Grammy Latino) en "Dos Náufragos" y "Tu Blanco Perfecto". 
Completan finalmente su primer disco: "Por Lo Que Cuentan", "Twizy Ferrari", "Amor Aéreo", "Nuevo Romántico", "Colapso" y "Necesito Curarme". En verano de 2024, además gira por las ciudades españolas con la gira "Los 40 Summer Live" de la emisora musical Los 40 (España). 
El 18 de octubre de 2024, sale su primer disco titulado "Contenido Sensible", producido junto a: Ricardo Ruipérez de M-Clan. Un disco debut donde inicia su primera gira en la que recorre un gran número de salas y festivales españoles.

## Discografía

### Álbumes
| Año | Título | Detalles | Sello discográfico |      |                    |                                                                                          |                                     |  |
| --- | ------ | -------- | ------------------ | ---- | ------------------ | ---------------------------------------------------------------------------------------- | ----------------------------------- |  |
| Año | Título | Detalles | Sello discográfico | 2024 | Contenido Sensible | - Lanzamiento: 18 de octubre de 2024 - Formatos: descarga digital, streaming, vinilo, CD | Metales Preciosos / Universal Music |  |

### Singles
| Año  | Título                         | Detalles | Sello discográfico                  |      |          |                                                                           |                                     |  |
| ---- | ------------------------------ | --- | ----------------------------------- | ---- | -------- | ------------------------------------------------------------------------- | ----------------------------------- |  |
| Año  | Título                         | Detalles | Sello discográfico                  | 2023 | Voz Rota | - Lanzamiento: 9 de junio de 2023 - Formatos: descarga digital, streaming | Metales Preciosos / Universal Music |  |
| 2023 | Benidorm 2020                  | - Lanzamiento: 6 de octubre de 2023 - Formatos: descarga digital, streaming                                   | Metales Preciosos / Universal Music |      |          |                                                                           |                                     |  |
| 2023 | Por Lo Que Cuentan             | - Lanzamiento: 1 de diciembre de 2023 - Formatos: descarga digital, streaming                                 | Metales Preciosos / Universal Music |      |          |                                                                           |                                     |  |
| 2024 | Dos Náufragos ft. Ele Mariani  | - Lanzamiento: 15 de marzo de 2024 - Formatos: descarga digital, streaming                                    | Metales Preciosos / Universal Music |      |          |                                                                           |                                     |  |
| 2024 | Twizy Ferrari                  | - Lanzamiento: 17 de mayo de 2024 - Formatos: descarga digital, streaming                                     | Metales Preciosos / Universal Music |      |          |                                                                           |                                     |  |
| 2024 | Tu Blanco Perfecto ft. Jacinto | - Lanzamiento: 28 de junio de 2024 - Formatos: descarga digital, streaming                                    | Metales Preciosos / Universal Music |      |          |                                                                           |                                     |  |
| 2024 | Amor Aéreo                     | - Lanzamiento: 6 de septiembre de 2024 - Formatos: descarga digital, streaming                                | Metales Preciosos / Universal Music |      |          |                                                                           |                                     |  |
| 2025 | Necesito Curarme ft. Jules     | - Lanzamiento: 23 de enero de 2025 - Formatos: descarga digital, streaming                                    | Metales Preciosos / Universal Music |      |          |                                                                           |                                     |  |
| 2025 | Ciao Amore ft. Enula           | - Lanzamiento: 4 de abril de 2025 - Formatos: descarga digital, streaming                                     | Metales Preciosos / Universal Music |      |          |                                                                           |                                     |  |
| 2025 | Ciao Amore – Nikko Mad Remix   | - Lanzamiento: 3 de julio de 2025 - Remix de Ciao Amore por Nikko Mad - Formatos: descarga digital, streaming | Metales Preciosos / Universal Music |      |          |                                                                           |                                     |  |

### EP
| Año  | Título                          | Detalles                                                                       | Sello discográfico |      |                         |                                                                                |             |  |
| ---- | ------------------------------- | ------------------------------------------------------------------------------ | ------------------ | ---- | ----------------------- | ------------------------------------------------------------------------------ | ----------- |  |
| Año  | Título                          | Detalles                                                                       | Sello discográfico | 2020 | Nos Estamos Equivocando | - Lanzamiento: 18 de diciembre de 2020 - Formatos: descarga digital, streaming | Autoeditado |  |
| 2021 | La TV y sus efectos secundarios | - Lanzamiento: 28 de diciembre de 2021 - Formatos: descarga digital, streaming | Autoeditado        |      |                         |                                                                                |             |  |

## Premios y nominaciones
| Año  | Premios                                       | Trabajo            | Categoría                         | Resultado | Ref |
| ---- | --------------------------------------------- | ------------------ | --------------------------------- | --------- | --- |
| 2024 | Los 40 Music Awards                           | Malva              | Mejor artista revelación nacional | Nominado  |     |
| 2025 | Premios de la Academia de la Música de España | Contenido Sensible | Mejor álbum de Pop-Rock           | Nominado  |     |